# Hemirrhagus mitchelli
Hemirrhagus mitchelli é uma espécie de aranha pertencente à família Theraphosidae (tarântulas).